# Andrés Sabido
Andrés Sabido Martín (Madrid, Comunidad de Madrid, España, 13 de noviembre de 1957) es un exfutbolista español que jugaba de defensa.
El 18 de diciembre de 1977 debutó en la máxima categoría del fútbol español con el Real Madrid C.F. de la mano del entrenador canario Luis Molowny, en encuentro de liga ante el Cádiz C.F. disputado en el Estadio Ramón de Carranza.
En su carrera disputó un total de 300 partidos oficiales y anotó 15 goles (152 partidos y 4 goles en 1.ª División). Su primer gol en 1.ª División lo marcó en el Estadio Santiago Bernabeu el 26 de enero de 1986 ante el Burgos C.F. Su último partido en 1.ª División lo disputó contra el Real Betis Balompié en partido de liga celebrado en el Estadio Benito Villamarín, vistiendo la elástica del C.A. Osasuna.

## Trayectoria
- 1977-82 Real Madrid
- 1983-84 RCD Mallorca
- 1985-88 CA Osasuna

## Palmarés
- 3 Ligas Españolas con el Real Madrid en los años 1978, 1979 y 1980.
- 2 Copas de España con el Real Madrid en los años 1980 y 1982.
- Subcampeón de Europa (Final contra Liverpool) temporada 80-81.-

- Datos: Q3616518